# قائمة مجلات الرعاية الصحية
هذه قائمة بالمجلات الأكاديمية حول الرعاية الصحية.

## عامة
- الشؤون الصحية
- مجلة الصحة وحقوق الإنسان
- الموارد البشرية الصحية
- مجلة الخدمة الصحية
- ميلبانك الفصلية

## علم الأوبئة
- المجلة الأمريكية لعلم الأوبئة
- علم الأوبئة السريري
- علم الأوبئة
- المجلة الأوروبية لعلم الأوبئة
- مجلة علم الأوبئة السريرية
- مجلة علم الأوبئة وصحة المجتمع

## الصحة العالمية
- نشرة منظمة الصحة العالمية
- المجلة الأفريقية للعلوم الصحية
- مجلة صحة شرق البحر الأبيض المتوسط
- العمل الصحي العالمي

## اقتصاديات الرعاية الصحية
اقتصاديات الصحة

## أخلاقيات الرعاية الصحية
الأخلاق السريرية

## أنظمة الرعاية الصحية
- الموارد البشرية الصحية
- مجلة جودة الرعاية الصحية
- مجلة إدارة الرعاية الصحية
- مجلة الابتكار في المعلوماتية الصحية

## الصيدلة
- العلاج الدوائي
- حوليات العلاج الدوائي
- الجمعية الأمريكية لصيادلة النظام الصحي

## العلاج الطبيعي
- المجلة البريطانية للعلاج المهني
- المجلة الكندية للعلاج المهني
- مراجعات نقدية في العلاج الطبيعي وإعادة التأهيل